# Филант (царь дриопов)
Филант — персонаж древнегреческой мифологии. Царь дриопов. Посягнул на Дельфийское святилище. Выступив в поход вместе с мелиянами, Геракл убил его, изгнал дриопов и взял пленницей Меду, дочь Филанта, которая родила ему сына Антиоха.
Согласно Павсанию, дриопы были побеждены в сражении Гераклом и отведены в Дельфы как дар Аполлону, согласно велению бога, отведены в Пелопоннес и заняли Асину, а затем изгнаны аргивянами и поселились в Мессении. Согласно асинейской версии, не были пленниками Аполлона, но сами бежали на Парнас от Геракла, а затем переправились на Пелопоннес и были приняты Еврисфеем.